# Vîșnivka, Sneatîn
Vîșnivka (în ucraineană Вишнівка) este un sat în comuna Hankivți din raionul Sneatîn, regiunea Ivano-Frankivsk, Ucraina.

## Demografie
Componența lingvistică a localității Vîșnivka
     Ucraineană (98,04%)
     Alte limbi (1,96%)
Conform recensământului din 2001, majoritatea populației localității Vîșnivka era vorbitoare de ucraineană (98,04%), existând în minoritate și vorbitori de alte limbi.